# Ernesto Mayz Vallenilla
Ernesto Mayz Vallenilla (Maracaibo, 3 settembre 1925 – Caracas, 21 dicembre 2015) è stato un filosofo venezuelano.

## Biografia
Vallenilla si è diplomato presso il Liceo Andrés Bello, Caracas. Si è laureato in filosofia e letteratura presso l'Università Central de Venezuela nel 1950, dove ha anche conseguito il dottorato di ricerca in filosofia. Ha studiato nelle Università di Göttingen, Friburgo e Monaco di Baviera. Vallenilla è stato il professore presso la Università Central de Venezuela e il fondatore della Università Simón Bolívar. Egli è meglio conosciuto per le sue teorie sul ragionamento tecnico, pubblicato nel 1974. Nel 2001, Argentinian Philosophical Society ha considerato Vallenilla il più eccezionale filosofo latino-americano del XX secolo. Ha tenuto la cattedra di filosofia presso l'UNESCO (Parigi).

## Pubblicazioni
- La idea de la estructura psíquica en Dilthey. Caracas: Universidad Central de Venezuela, 1949.
- Formas e ideales de la enseñanza universitaria en Alemania. Caracas: Asociación Cultural Humboldt, 1953.
- Síntomas de crisis en la ciencia contemporánea. Caracas: Universidad Central de Venezuela, 1954.
- Examen de nuestra conciencia cultural. Caracas: Universidad Central de Venezuela, 1955.
- La enseñanza de la filosofía en Venezuela. Caracas: Universidad Central de Venezuela, 1955.
- Fenomenología del Conocimiento (Tesis Doctoral). Caracas: Universidad Central de Venezuela, 1956. Caracas: Equinoccio (Universidad Simón Bolívar), 1976.
- Universidad, ciencia y técnica. Caracas: Universidad Central de Venezuela, 1956.
- De las generaciones. Caracas: Imprenta Vargas, 1957.
- Universidad y humanismo. Caracas: Imprenta Vargas, 1957.
- El problema de América (Apuntes para una filosofía americana). Caracas: Universidad Central de Venezuela, 1957.
- Universidad, pueblo y saber. Caracas: Universidad Central de Venezuela, 1958.
- El problema de América. Caracas: Universidad Central de Venezuela, 1959. Caracas: Universidad Central de Venezuela, 1969. Caracas: Equinoccio (Universidad Simón Bolívar), 1992.
- La formación del profesorado universitario. Mérida: Universidad de Los Andes, 1959.
- Ontología del Conocimiento. Caracas: Universidad Central de Venezuela, 1960.
- El problema de la Nada en Kant. Madrid: Editorial Revista de Occidente, 1965. Caracas: Monte Ávila Editores Latinoamericana, 1992. (in German Pfüllingen: Verlag Günther Neske, 1974). In French (Paris: L’Harmattan, 2000).
- Del hombre y su alienación. Caracas: Instituto Nacional de Cultura y Bellas Artes, 1966. Caracas: Monte Ávila Editores, 1969.
- De la universidad y su teoría. Caracas: Universidad Central de Venezuela, 1967.
- Diagnóstico de la universidad. Caracas: Editorial Arte, 1968.
- Universität und Menschenbild. Dortmund: Departamento de Sociología de la Universidad de Münster, 1968.
- Sentidos y objetivos de la enseñanza superior. Caracas: Universidad Central de Venezuela, 1970.
- La crisis universitaria y nuestro tiempo. Caracas: Universidad Central de Venezuela, 1970.
- Hacia un nuevo humanismo. Caracas: Universidad Católica Andrés Bello, 1970.
- Arquetipos e ideales de la educación. Caracas: Universidad Simón Bolívar, 1971.
- La universidad y el futuro. Caracas: Universidad Simón Bolívar, 1972.
- La universidad en el mundo tecnológico. Caracas: Universidad Simón Bolívar, 1972.
- Técnica y humanismo. Caracas: Universidad Simón Bolívar, 1972.
- Examen de la universidad. Caracas: Universidad Simón Bolívar, 1973.
- Esbozo de una crítica de la Razón Técnica. Caracas: Equinoccio (Universidad Simón Bolívar), 1974.
- Mensaje del Rector a la Primera Promoción. Caracas: Universidad Simón Bolívar, 1974.
- La pregunta por el hombre. Caracas: Universidad Simón Bolívar, 1974.
- Hombre y naturaleza. Caracas: Universidad Simón Bolívar, 1975.
- Misión de la universidad latinoamericana. Caracas: Universidad Simón Bolívar, 1976.
- Latinoamérica en la encrucijada de la técnica. Caracas: Universidad Simón Bolívar, 1976.
- ¿Es el poder del hombre i-limitado? Caracas: Universidad Simón Bolívar, 1977.
- Técnica y libertad. Caracas: Universidad Simón Bolívar, 1978.
- Democracia y tecnocracia. Caracas: Universidad Simón Bolívar, 1979.
- El dominio del poder. Barcelona: Ariel, 1982. San Juan de Puerto Rico: Universidad de Puerto Rico, 1999.
- Ratio Technica. Caracas: Monte Ávila Editores, 1983.
- El ocaso de las universidades. Caracas: Monte Ávila Editores, 1984. Caracas: Monte Ávila Editores, 1991. Caracas: Universidad Simón Bolívar/Cátedra UNESCO de Filosofía, 2001. In Italian (Naples: Istituto per gli Studi Filosofici, 1996).
- El sueño del futuro. Caracas: Editorial Ateneo de Caracas, 1984. Caracas: Equinoccio (Universidad Simón Bolívar), 1989. Caracas: Equinoccio (Universidad Simón Bolívar), 1993.
- Pasión y rigor de una utopía. Caracas: Equinoccio (Universidad Simón Bolívar), 1989. Caracas: Equinoccio (Universidad Simón Bolívar), 2000.
- Fundamentos de la meta-técnica. Caracas: Monte Ávila Editores, 1990. Barcelona: Gedisa, 1993. In Italian Naples: Istituto per gli Studi Filosofici, 1994. In French Paris: L’Harmattan, 1997. In German Berlin: Verlag Peter Lang, 2002. In Portuguese Lisboa: Edições Colibri, 2004. In English, translated by Carl Mitcham, University Press of America, 2004. ISBN 0-7618-2905-9.
- Abismo y caos. Caracas: Universidad Simón Bolívar, 1991.
- Invitación al pensar del siglo XXI. Caracas: Monte Ávila Editores Latinoamericana, 1998.
- Travesías del pensar. Caracas: IESALC-URSHLAC/Cátedra UNESCO de Filosofía, 1999.